# Park Güell
Park Güell (catalansk: Parc Güell, spansk: Parque Güell) er en bebygget park designet af Antoni Gaudi, bestående af haver, skulpturer og terrasser i Barcelona, som i dag er et af de mest populære vartegn for byen, Gaudis organiske stil og catalansk modernisme.
Parken er kendt for dens mosaikker, udsigten over byen, de organisk udformede terrasser, mange søjler og arkader, den mosaikbeklædte serpentin-bænk og især for det mosaikdækkede springvand "Dragen", udformet som en farverig salamander, som er et yndet symbol for parken, byen og Gaudi selv. I år 1984 blev parken udvalgt og optaget på UNESCOs Verdensarvliste i Spanien som del af Antoni Gaudis værker, sammen med hans Casa Mila og andre bygninger.
I hele parkens udformning og udsmykning kan man se udtryk og symboler for Gaudis catalanske tilhørsforhold, interesse i mytologi og historie samt hans katolske tro, som han delte med parkens sponsor, Güell, som parken er opkaldt efter.
Parken huser i dag flere dyrearter, såsom papegøjer, ugler, rovfugle og natsommerfuglen duehale.

## Historie
Parken blev bygget mellem årene 1900-1914 som bestillingsarbejde for forretningsmanden og Gaudis mæcen, greve Eusebi Güell, der gerne ville have et grønt, eksklusivt ejendomskompleks på stedet. Güell var stærkt inspireret af den engelske garden city-bevægelse - deraf det originale, engelsk-klingende navn Park Güell. Greven havde allerede opført den grønne arbejderklasse-by Koloni Güell ifølge garden city idealerne, men nu ville han skabe et garden city-bydel for overklassen.
Parkområdet ligger højt på den stejle, solrige bjergbakke El Carmel for foden af bjergene Collserola i bydelen Gràcia, lige ved siden af rigsmandskvarteret La Salud (catalansk: Helbredet). Grev Güell ville gerne udnytte det storslåede udsigt over byen helt ned til Middelhavet, samt den friske luft langt væk fra byens fabrikker. Parken blev formet af to landsmandsgårde på bjergsiden, som Güell opkøbte fra Barcelonas borgmester, markisen de Marianao, og der var allerede små ejendomme i området som Larrard-huset fra det 17. århundrede. Greven ville have parken plottet ud til 60 luksusejendomme og flyttede selv ind i Larrard-huset i parken for at skabe mere prestige for projektet. Planen blev dog ikke til noget, da ideen ikke var populær og ingen ville købe ejendomsplotterne der, muligvis på grund af den stejle bakkes højde og svær fremkommelighed.
Der blev i alt kun bygget to nye huse i parken, hvoraf det ene skulle være et fremvisningslokale, men da huset stod færdigt i 1904, var ingen købere interesseret. På grev Güells forslag, købte Gaudi selv huset med sin opsparing og flyttede ind med sin familie og sin far i 1906. Huset var bygget af arkitekten Francesc Berenguer og her levede Gaudi helt frem til sin død i 1926. I 1963 blev huset omdannet til museum for Gaudi (Gaudis Hus-museet) og indeholder flere af hans værker, samt værker, hvor han samarbejdede med andre kunstnere og arkitekter. I 1969 blev stedet udnævnt til historisk kunstner-monument.
I år 1926, efter Gaudis død, blev Parc Güell omdannet til offentlig park og åbnet for publikum. Larrard-huset blev omdannet til en folkeskole.

## Udformning
I parken fik Gaudi frie tøjler og lov til at udfolde hele sin kunnen og opfindsomhed, uden at være begrænset af pladsmangel, pengemangel eller traditionelt husbyggeri. Güell var ikke blot hans mæcen siden 1878, men også en nær og fortrolig ven, som Gaudi delte verdenssyn og religion med. Gaudi har således bygget mange unikke værker for vennen udover parken, såsom Güell palæet, Güell hestepavillonerne, Güell vinkældrene og krypten i kirken i Koloni Güell.
Ved udformningen af parken udviklede Gaudi sin organiske, naturalistiske stil, og indførte en række nye designløsninger, som han siden kunne bruge i sit mesterværk, Sagrada Familia-kirken, med overflod af naturmaterialer, keramisk udsmykning formet som reptilskæl, stensøjler byggede op som bølger, ben og knogler eller palmer og fyrretræer, dækkede af småsten og mosaikker, der ligner træbark og småsten på stranden. Pavillonerne ved indgangen af parken ser helt eventyrlige ud med deres fantasifulde tagspirer og keramiske tagsten, mens deres vægudsmykning, holdt i jordfarver, passer meget til parken og de naturlige omgivelser. Den ene af disse indgangspavilloner indeholder en permanent udstilling af Barcelonas Byhistoriske Museum, MUHBA, som fortæller om selve bygningen, parken og byens historie.
Fra indgangen går man direkte ind til midten af parken, med Hypostyl-hallen og den store, centrale terrasse ovenpå hallen, støttet af doriske søjler. Foran disse søjler, ved indgangen til hallen, ligger springvandet med den farverige salamander-drage, El Drac. Ovenpå, langs terrassens kant, løber den såkaldte serpentin-bænk, slange-bænken, dækket af mosaikker og udformet i bølger sådan, at man kan sidde lidt afskærmet og tale helt intimt med sin sidemand. Selve bænken var udformet ikke af Gaudi, men af hans tit oversete samarbejdspartner, Josep Maria Jujol.
De adgangsveje, der skulle skabe forbindelse til de aldrig opførte luksus-ejendomme, blev udformede af Gaudi sådan, at han brugte flere etager og søjler til at skabe viadukter og arkader med gangstier. Han fik disse veje og viadukter integreret i de naturlige omgivelser ved at efterligne former fra naturen som for eksempel stenbrud og bærende søjler udformet som træer. Her brugte Güell især gerne skrånende søjler og krummede buer til at udforme omvendte kædelinjer, der gik igen i nærmest alle hans andre bygningsværker, såsom Casa Milà, Sagrada Familia eller krypten i koloni Güell.

## Galleri
- Serpentin-bænken langs terrassen
- Fontæne med Dragen
- Trappen
- Fontænen med slangen
- Mosaik i loftet under terrassen
- Viadukt
- Fuglereder bygget af Gaudí i de organisk udformede vægge
- Sti i parken med søjler, der minder om fyrretræer
- Park Güells navnefliser
- Pavillon ved indgangen